# Théâtre ouïghour d'Almaty
Le Théâtre ouïghour d'Almaty, de son nom complet le Théâtre national républicain ouïghour de comédie musicale Qudys-Qojamiarov (en) (en russe Государственный республиканский уйгурский театр музыкальной комедии имени Куддуса Кужамьярова, Gossoudarstvienny riespoublikanski ouïgourski teatr mouzykal'noï komedi imeni  Kouddoussa Koujam'iarova ; en kazakh Мемлекеттік Құдыс Қожамьяров атындағы ұйғыр музыкалық комедия театры, Memlekettik Qudys Qojamiarov atyndağy uığyr mýzykalyq komediia teatry) est une salle de spectacle située à Almaty au Kazakhstan.
Il s'agit du seul théâtre professionnel ouïghour au monde,.

## Histoire
Le bâtiment a été reconstruit entre 1994 et 2002. Il est situé au 83, rue Nauryzbay-batyr.